# Photo-Secession

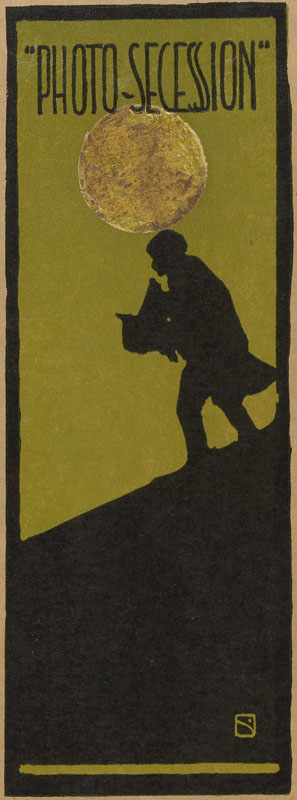
Emblem der Photo-Secession

Die Photo-Secession war ein US-amerikanischer Club, der sich für die Fotografie als künstlerisches Ausdrucksmittel einsetzte.

## Gründung
1902 wurde der Club in New York City von Edward Steichen, Frank Eugene, Gertrude Käsebier und Alfred Stieglitz gegründet, der Mittelpunkt und Vordenker blieb. Fast alle Mitglieder waren zuvor Mitglieder im Camera Club of New York und Anhänger des Piktorialismus gewesen. Mitglied konnte man nur nach vorheriger Einladung werden.
Der Name spielt auf die europäischen Avantgarde-Bewegungen an, womit der künstlerische Anspruch der beteiligten Fotografen unterstrichen werden sollte. Vorbild war unter anderem der britische Fotografen-Künstler-Verein Linked Ring, der die gleiche Zielrichtung verfolgte.

## Geschichte
Die Vereinigung gab von 1903 bis 1917 eine Zeitschrift heraus, Camera Work, mit Stieglitz als Herausgeber und Redakteur. Zwischen 1902 und 1909 erschien ferner als vereinigungseigenes Rundschreiben The Photo-Secession, für das gleichfalls Alfred Stieglitz als Herausgeber fungierte. In der eigenen Galerie 291 (nach ihrer Adresse: 291 Fifth Avenue) in New York City wurden ab 1905 Ausstellungen organisiert, zuerst mit Fotografien der Mitglieder, später immer mehr auch zeitgenössische Malerei, um die Position der Fotografie unter den Künsten zu zeigen. So fanden in der 291 die ersten Einzelausstellungen auf amerikanischem Boden von Rodin, Matisse (1908), Henri Rousseau (1910), Cézanne, Picasso (1911), Picabia (1913) und Brâncuși (1914) statt. Stieglitz betrieb die Galerie bis 1917, als das Gebäude abgerissen wurde.
Die von Stieglitz für die Photo-Secession zur Weltausstellung der Angewandten Kunst in Turin 1902, dort für die „Internationale Ausstellung der Kunstfotografie“, eingesandten Fotoarbeiten erhielten den einzigen von König Viktor Emanuel III. selbst verliehenen Grand-Prix und machten die amerikanischen Tendenzen einem breiteren europäischen Publikum bekannt.
Die von der Photo-Secession organisierte internationale Fotografie-Ausstellung 1910 in der Albright Art Gallery (später: Buffalo AKG Art Museum) in Buffalo, New York mit über 500 Fotoarbeiten sorgte seinerzeit für starkes Aufsehen und eine Verbreitung der neuen Idee von Fotografie als Kunstform.
Nachdem die Fotografie als Kunstform etabliert und somit das Ziel erreicht war, wandten sich viele Mitglieder von der Vereinigung ab (seit ca. 1910), bis sie sich unformell auflöste.

## Mitglieder (Auswahl)
- Alice Boughton
- Alvin Langdon Coburn
- Robert Demachy
- Mary Devens
- Frank Eugene
- Gertrude Käsebier
- Adelaide Hanscom Leeson
- Edward Steichen
- Alfred Stieglitz
- Eva Watson-Schütze
- Clarence Hudson White